# 苅安誠
苅安 誠（かりやす まこと、1959年 -）は、日本の言語聴覚士である。アメリカの音声言語病理学を土台として、とりわけ発声発語障害の評価とリハビリテーションの普及に努めている。

## 略歴
1959年、東京都に生まれる。中央大学杉並高等学校を経て、1982年に中央大学経済学部を卒業。1983年、国立身体障害者リハビリテーションセンター学院を修了し、言語聴覚士になる。その後渡米し、カンザス大学大学院で音声言語病理学を専攻し、1986年に修士課程を修了。帰国後は、言語聴覚士の養成課程が設置された福井医療技術専門学校と福井総合病院で教育と臨床に従事する。1995年に再び渡米。2000年、カンザス大学大学院博士課程を修了し、音声言語病理学の博士号を取得。
2000年からは、九州保健福祉大学保健科学部に籍を置き、助教授、教授を歴任し、2008年からは北海道医療大学心理科学部教授。さらに、2011年に鹿児島徳洲会病院で音声・嚥下リハビリテーション研究室を立ち上げ、室長を務める。2013年に音声言語外来を開設。2014年からは京都学園大学での健康医療学部設置準備に関わり、2015年に同言語聴覚学科教授に就任。

## 著書

### 単著
- 『神経原性発声発語障害　dysarthria』（医歯薬出版、2017年）

### 共著
- 『発話障害へのアプローチ―診療の基礎と実際』（インテルナ出版、2015年）

### 共編著
- 『音声障害』（建帛社、2001年、改訂版2012年）
- 『言語聴覚療法 臨床マニュアル 改訂第三版』（協同医書、2014年）

### 翻訳
- （ジョゼフ・R・ダフィー）『運動性構音障害――基礎・鑑別診断・マネージメント』（医歯薬出版、2004年）